# Витал де Монтегю

Графство Астарак на карте Гаскони

Витал де Монтегю (фр. Vital de Montégut (Montaigu); ок. 1155—1204/1205) — граф Астарака с ок. 1194 года.
Из вассального графам Комменжа дворянского рода, владелец крупной сеньории в Кузеране.
В 1191/94 году женился на Бенетрикс (Беатрисе) (ум. ок. 1200), четвёртой (младшей) дочери графа Боэмона д’Астарак (ум. 1176), вдове Родриго Хименеса (ум. 1191), также носившего титул графа Астарака.
В этот же период 1194—1204 годов упоминается с титулом графа д’Астарак Бернар IV де Комменж — сюзерен Витала де Монтегю по его кузеранским владениям.
Также в 1190-е годы титул графа д’Астарак носил Бернар II/III, по одной версии — сын Маркезы (сестры Бенетрикс), по другой версии — брат Боэмона.
Витал де Монтегю умер в 1204 или 1205 году. После его смерти графом Астарака стал Сантюль I — основатель Второго Астаракского дома. Считается, что он был сыном графини Бенетрикс и её первого мужа Родриго Хименеса.
Некоторые историки предполагают, что Сантюль I мог быть сыном Витала де Монтегю, так как имел обширные владения в Кузеране. В документе 1230 года он назван «Centulum d’Astarac filium nominati Vitalis».